# التعري هو أفضل تنكر
التعري هو أفضل تنكر، موت وقيامة شرلوك هولمز (Naked Is the Best Disguise: The Death and Resurrection of Sherlock Holmes) ((ردمك 0-14-004030-7) ) هو كتاب عام 1974 لصمويل روزنبرغ يتكهن بالمعاني الخفية المزعومة في أعمال آرثر كونان دويل . 
كما يفحص صمويل روزنبرغ تأثير كتابات كونان دويل على أعمال أخرى، وخاصة أعمال جيمس جويس يوليسيس . يجادل الكتاب العلاقة المثيرة للدهشة بين شيرلوك هولمز وقصص نيتشه ، أوسكار وايلد ، ديونيسوس ، المسيح ، كاتولوس ، جون بونيان ، روبرت براوننج ، بوكاتشيو ، نابليون ، راسين ، فرانكشتاين ، فلوبير ، جورج ساند ، سقراط ، بو ، الجنرال تشارلز جورج جوردون ، ميلفيل ، جويس يوليسيس ، تي إس إليوت ، وغيرهم الكثير.
يأتي العنوان من سطور في فيلم The Double Dealer (1694) لـ William Congreve.
لا قناع مثل الحقيقة المفتوحة لتغطية الأكاذيب،
كما أن الذهاب عارية هو أفضل تمويه.
حيث يلمح إلى فرضية روزنبرغ بأن كونان دويل ترك أدلة في جميع أعماله، وكشف عن أعمق أفكاره المخفية.
استقبل عشاق وعلماء شرلوك هولمز كتاب روزنبرغ بازدراء في السبعينيات. يُعرف بأنه أول كتاب للنقد الأدبي عن دويل يظهر في الطباعة ؛ اتبعت العديد من الأعمال الأخرى المحترمة.